# دهستان عرب داغ
دهستان عرب داغ یکی از دهستان‌های شهرستان کلاله در استان گلستان ایران است. این دهستان در بخش پیشکمر قرار دارد و براساس سرشماری مرکز آمار ایران در سال ۱۳۹۰، جمعیت آن ۱۴۶۴۴ نفر (در ۳۴۴۳ خانوار) بوده‌است.